# بالگردگاه ایکراساک
بالگردگاه ایکراساک (به انگلیسی: Ikerasak Heliport) یک فرودگاه همگانی است. این فرودگاه در شهر ایکراساک کشور گرینلند قرار دارد .